# Oeschenbach
Oeschenbach (toponimo tedesco) è un comune svizzero di 240 abitanti del Canton Berna, nella regione dell'Emmental-Alta Argovia (circondario dell'Alta Argovia).

## Storia
Il comune di Oeschenbach è stato istituito nel 1831; nel 1888 la località di Richisberg, fino ad allora frazione di Oeschenbach, fu assegnata al comune di Ursenbach.

## Società

### Evoluzione demografica
L'evoluzione demografica è riportata nella seguente tabella:
Abitanti censiti

## Amministrazione
Ogni famiglia originaria del luogo fa parte del cosiddetto comune patriziale e ha la responsabilità della manutenzione di ogni bene ricadente all'interno dei confini del comune.